# Вербоватовский сельский совет (Юрьевский район)
Вербоватовский сельский совет (укр. Вербуватівська сільська рада) — входит в состав
Юрьевского района
Днепропетровской области
Украины.
Административный центр сельского совета находится в 
с. Вербоватовка
.

## Населённые пункты совета
- с. Вербоватовка
- с. Долина
- с. Нижнянка